# Copelatus imasakai
Copelatus imasakai es una especie de escarabajo buceador del género Copelatus, de la subfamilia Copelatinae, en la familia Dytiscidae. Fue descrito por Matsui & Kitayama en 2000.